# 동티모르 국제군
동티모르 국제군(INTERFET)은 1999년 동티모르 분쟁을 해결하기 위해 조직된 다국적 유엔 평화유지군이다. 한국은 1999년 상록수부대가 파병되었다.

## 유엔 안보리
1999년 9월 15일, 유엔 안보리는 유엔 안보리 결의 1264호를 15개 이사국 만장일치로 통과시켰다. 이 결의에서 유엔 동티모르 미션(UNAMET)을 보호하기 위한 동티모르 국제군(INTERFET)을 창설할 것을 허가하였다.

## 같이 보기
- 동티모르의 역사